# Charmantide
Charmantide, en grec ancien Xαρμαντιδης est un philosophe grec, disciple d'Isocrate, né vers -426/-427.

## Notice historique
Originaire du dème de Péanie, son existence est attestée entre autres par sa présence dans un dialogue de Platon